# Boromapan
Mahathammaracha IV (tiếng Thái: มหาธรรมราชาที่ ๔) tên khai sinh Boromapan (tiếng Thái: บรมปาล) là vị vua cuối cùng của Vương quốc Sukhothai.
Năm 1419, sau cái chết của Sai Lue Thai, các con trai của ông là Phaya Ram và Phaya Ban Meuang đã chiến đấu để giành lấy ngôi vị. Vua Intharacha của Vương quốc Ayutthaya xen vào và làm sâu sắc thêm sự chia rẽ vương quốc giữa hai người. Ban Mueang được lập lên với tư cách là một vị vua chư hầu, trung thành với Vương quốc Ayutthaya. Ông đặt kinh đô tại Phitsanulok, vương quốc vẫn được gọi là "Sukhothai". Năm 1430, ông chuyển về thủ đô cũ. Khi Mahathammaracha IV qua đời vào năm 1438, vua Borommaracha II của Vương quốc Ayutthaya đã đưa con trai ông ta là Ramesuan (vị vua tương lai Borommatrailokkanat của Vương quốc Ayutthaya) làm vua của Sukhothai, đánh dấu sự kết thúc của Sukhothai với tư cách là một vương quốc độc lập.

## Reference
1. ↑  Patit Paban Mishra (2010). The History of Thailand. Greenwood. tr. 39.
2. ↑  David K. Wyatt (2004). Thailand: A Short History (ấn bản thứ 2). Silkworm Books. tr. 58.
3. ↑  David K. Wyatt (2004). Thailand: A Short History (ấn bản thứ 2). Silkworm Books. tr. 59.